# Reprezentacja Belgii w hokeju na trawie kobiet
Reprezentacja Belgii w hokeju na trawie kobiet – żeńska reprezentacja narodowa w tej dyscyplinie.

## Osiągnięcia

### Igrzyska olimpijskie
- 1980–2008 nie uczestniczyła
- 11. miejsce – 2012
- nie wystąpiła – 2016
- nie wystąpiła – 2020
- 4. miejsce – 2024

### Mistrzostwa świata
- 5. miejsce – 1974
- 4. miejsce – 1976
- 3. miejsce – 1978
- 8. miejsce – 1981
- 12. miejsce – 2014
- 10. miejsce – 2018
- 6. miejsce – 2022

### Mistrzostwa Europy
- 8. miejsce – 1984
- 9. miejsce – 1987
- 7. miejsce – 1991
- 11. miejsce – 1995
- 11. miejsce – 1999
- nie uczestniczyła – 2003
- nie uczestniczyła – 2005
- nie uczestniczyła – 2007
- nie uczestniczyła – 2009
- 5. miejsce –2011
- 4. miejsce – 2013
- 5. miejsce – 2015
- 2. miejsce – 2017
- 6. miejsce – 2019
- 3. miejsce – 2021
- 2. miejsce – 2023
- 4. miejsce – 2025

### Halowe mistrzostwa świata
- nie uczestniczyła – 2003
- nie uczestniczyła – 2007
- nie uczestniczyła – 2011
- 11. miejsce – 2015
- nie uczestniczyła – 2018
- 5. miejsce – 2023
- 5. miejsce – 2025